# Саша
Саша је југословенски ратни филм из 1962. године у режији Раденка Остојића. Филм је упамћен по томе што су га обележили дебитанти - редитељ Раденко Остојић, сценариста Власта Радовановић, глумци Предраг Ћерамилац и Никола Ангеловски.

## Кратак садржај
Радња филма се одиграва за време Другог светског рата. Немци и њихови сарадници тероришу окупирану област, али скоро сваке ноћи по један од њих бива убијен. На сваком убијеном налази се редни број и потпис „Саша“. 
Непријатељ убија скривеног рањеног партизанског борца верујући да ће тако елиминисати „Сашу“. Међутим, тајанствена убиства непријатељских војника се настављају. Група омладинаца у жељи да се прикључи партизанима, долази на састанак са непознатим „Сашом“. У питању су три дечака, са којима је тајна омладинска организација у школи имала тешкоће. Испоставља се да су управо они, без ичијег знања, неговали рањеног партизанског борца и вршила осветнички посао остављајући потпис „Саша“.

## Улоге
| Глумац                 | Улога                           |
| ---------------------- | ------------------------------- |
| Раде Марковић          | Шпанац                          |
| Душица Жегарац         | Вера                            |
| Предраг Ћерамилац      | Миле Поп                        |
| Ратко Милетић          | Дуги                            |
| Никола Ангеловски      | Влада Треф                      |
| Беким Фехмију          | Поручник Марић                  |
| Јанез Врховец          | Уча                             |
| Северин Бијелић        | Јова                            |
| Марко Тодоровић        | Командант одреда                |
| Божидар Дрнић          | Директор гимназије              |
| Виктор Старчић         | Професор математике             |
| Воја Јовановић         | Свештеник                       |
| Александар Стојковић   | Сељак са колима                 |
| Петар Краљ             | Краљевски официр                |
| Брaнимир Тори Јaнковић | Агeнт                           |
| Брaнкa Пeтрић          | Комшиницa                       |
| Бранко Татић           | Добошар                         |
| Мирослава Бобић        | Милетова мајка (као Бобић Мира) |

## Награде
На 9. Фестивалу југословенског филма у Пули 1962. године:
- Филм - Велика Сребрна арена[1]. Филм је те године постао апсолутни хит у биоскопима.
- Власта Радовановић - новчана награда (није додељена Златна арена за сценарио)
- Раденко Остојић - новчана награда за режију (није додељена Златна арена за режију)
- Предраг Ћерамилац, Ратко Милетић и Коле Ангеловски за улоге у филму